# Bavaria Cruiser 37
Die Bavaria Cruiser 37 ist eine Seriensegelyacht des deutschen Herstellers Bavaria Yachtbau.
Es gibt zwei Kielversionen: einen Flachkiel mit 1,63 Meter Tiefgang und die normale Version mit 1,95 Meter Tiefgang. Weiterhin gibt es eine Standardversion mit zwei Kabinen und eine Charterversion mit drei Kabinen.

## Konstruktion
Design und Konstruktion stammen von Design Unlimited.

## Einrichtung
Die Bavaria Cruiser 37 hat zwei oder drei Kabinen, eine Nasszelle und ein Cockpit. Im Salon findet man an Steuerbord die L-förmige Pantry. Daran schließt sich die Sitzgruppe mit dem Salontisch an. Gegenüber an Backbord ist ebenfalls eine Sitzgruppe, deren dritten Sitz man herausziehen kann. Ist er versenkt, kann man vor einem Navigationstisch sitzen, der bei Nichtbenutzung unter das Waschbecken der Nasszelle versenkt werden kann. So soll Platz für sechs Personen entstehen.
Das Ruder wird standardmäßig mit einer Doppelradsteuerung ausgeliefert. Am Heck sitzt, wie inzwischen bei allen Cruiser-Modellen, eine Badeplattform, die sich ein- und ausklappen lässt und deren obere Kante so breit ist, dass man beim Steuern auf ihr sitzen kann.

## Einstufung nach deutschem Recht
- Die Segelyacht ist nicht schiffsregisterpflichtig, da sie weniger als 15 m lang ist.
- Die Segelyacht ist nicht binnenschiffsregisterpflichtig, da sie keine 15 m³ verdrängt.